# Terra di Kemp
La Terra di Kemp (centrata alle coordinate 67°15′S 58°00′E), chiamata anche costa di Kemp, è una porzione della costa antartica. La maggior parte dei paesi considera questa regione come la costa più orientale della Terra di Enderby (per questo la definisce "costa di Kemp") e ne riconosce come suoi confini la baia di William Scoresby (67°24′S 59°34′E), a est, e la baia di Edoardo VIII (66°23′S 56°25′E), a ovest. Secondo questa definizione, la costa di Kemp confina a est con la costa di Mawson (e quindi con la Terra di Mac. Robertson) e a ovest con la costa occidentale della Terra di Enderby, tratto che ad oggi non possiede un nome definito. L'Australia, che rivendica questa regione come facente parte del Territorio Antartico Australiano, considera invece la Terra di Enderby e la costa di Kemp come due regioni separate (per questo si riferisce a quest'ultima come "Terra di Kemp"), rivedendone anche i confini. Secondo la visione australiana, infatti, la Terra di Enderby si estende dai 45°E ai 55°E e la Terra di Kemp dai 55°E ai 60°E, sovrapponendosi in parte alla costa di Mawson, nella Terra di Mac. Robertson.
Davanti alla costa, nella parte più interna della baia di Edoardo VIII, è situata la piattaforma di ghiaccio Edoardo VIII, centrata alle coordinate (66°50′S 56°33′E).
Sulla costa è presente il ghiacciaio Hoseason.

## Storia
La Terra di Kemp è stata così rinominata in onore del capitano Peter Kemp, cacciatore di foche britannico che scoprì questo tratto di costa nel 1833.